# Aphrodes
Aphrodes  (лат.) — род цикадок из отряда полужесткокрылые насекомые. 

## Описание
Цикадки длиной около 3-7 мм. Коренастые, тело плоское, с медиальным килем. Окрашены в бурые, белые и чёрные цвета, часто имеют контрастный рисунок, особенно самцы. Более 10 видов. Подрод Stroggylocephalus теперь выделяют в самостоятельный род.
- Aphrodes aestuarinus (Edwards, 1908)
- Aphrodes astrachanicus Emeljanov, 1964
- Aphrodes bicinctus (Schrank, 1776) — Голарктика
- Aphrodes bolivari (Melichar, 1902)
- Aphrodes brachypterus (China, 1938)
- Aphrodes carinatus (Stål, 1864)
- Aphrodes costatus (Panzer, 1799)
- Aphrodes diminuta Ribaut, 1952
- Aphrodes flavostrigatus Donovan — Голарктика
- Aphrodes makarovi Zachvatkin, 1948
- Aphrodes ochromelas (Gmelin, 1789)
- Aphrodes petrophilus Lindberg, 1954
- Aphrodes pulcher Dlabola, 1960
- Aphrodes siracusae (Matsumura, 1908)